# Antonio Gaona
José Antonio Gaona (México; 19 de abril de 1982) es un actor mexicano de cine, teatro y televisión.

## Biografía
Es egresado de la Escuela de Artes Escénicas (CasAzul). Ha participado en las películas Cansada de besar sapos, Hidalgo, Amar a morir y 31 días y con varios directores como Daniel Grüener, Antonio Serrano Argüelles, Javier Colinas y Erika Grediaga.
Ha incursionado en los escenarios del teatro mexicano al lado de Ana de la Reguera y los hermanos Bichir.
En televisión ha trabajado en producciones como Educando a Nina, Rosario Tijeras en el papel de Emilio y Paramédicos en la que interpreta a Gabriel Gaytán.

## Filmografía

### Televisión
| Año       | Título               | Personaje              |
| --------- | -------------------- | ---------------------- |
| 2023      | Cualquier parecido   |                        |
| 2023      | Las pelotaris 1926   | Fernando Gallardo      |
| 2018      | Educando a Nina      | Luca Aguirre           |
| 2017-2018 | Paramédicos 3        | Gabriel Gaytán         |
| 2016-2017 | Rosario Tijeras      | Emilio Echegaray       |
| 2015      | Paramédicos 2        | Gabriel Gaytán         |
| 2015      | El Capitán           | Jonás León             |
| 2015      | Eva la Trailera      | Andrés Palacios "Andy" |
| 2014      | Palabra de ladrón    | Javier Giraldo         |
| 2013      | Los Minondo          | Owen Minondo           |
| 2012      | Paramédicos          | Gabriel Gaytán         |
| 2011      | Huérfanas            | Tomás Chávez           |
| 2010      | Drenaje profundo     | Isaac Velazco          |
| 2010      | VX. La revista       | Jorrar Garza           |
| 2009      | Pasión morena        | Ángel                  |
| 2008      | Vivir por ti         | Julio                  |
| 2006      | Campeones de la vida | Yoni                   |
| 2006      | Decisiones           |                        |
| 2005      | Amor en custodia     | Enzo                   |
| 2003      | El alma herida       | Cocho                  |

### Cine
| Año  | Título                                  | Personaje          |
| ---- | --------------------------------------- | ------------------ |
| 2021 | Matando Cabos 2, La máscara del máscara | Santi              |
| 2020 | El testamento de la abuela              | Juan Pablo         |
| 2019 | La boda de la abuela                    | Juan Pablo         |
| 2019 | Mentada de padre                        | Abel               |
| 2015 | El cumple de la abuela                  | Juan Pablo         |
| 2015 | Los títeres de Belial                   | The Chaser         |
| 2013 | 31 días                                 | Pato               |
| 2012 | Morelos                                 | Guadalupe Victoria |
| 2011 | Yerbamala                               | Ernesto            |
| 2010 | Hidalgo: La historia jamás contada      | López              |
| 2010 | Sin ella                                | Julio              |
| 2010 | 180 grados                              | Paxi               |
| 2009 | La última y nos vamos                   |                    |
| 2009 | Amar a morir                            | Paco               |
| 2008 | Kada kien su karma                      | Javier             |
| 2008 | La profecía de los justos               | David              |
| 2006 | Sea of Dreams                           | Amigo de Benjamín  |
| 2006 | Morirse en domingo                      | Pedro              |
| 2006 | Cansada de besar sapos                  | Tizoc              |

### Teatro
| Título                    |
| ------------------------- |
| Nadando con tiburones     |
| La gaviota                |
| El divorcio de los sueños |